# Cassius Baloyi
Cassius Baloyi est un boxeur sud-africain né le 5 novembre 1974 à Giyani.

## Carrière
Il devient champion du monde des poids super-plumes IBF le 31 mai 2006 en battant par arrêt de l'arbitre à la 11e reprise Manuel Medina.
Il perd cette ceinture dès le combat suivant contre l'australien Gairy St. Clair le 29 juillet 2006 mais la remporte à nouveau le 12 avril 2008 aux dépens de son compatriote Mzonke Fana.
Après une défense victorieuse face à Javier Osvaldo Alvarez le 13 septembre 2008, il est à nouveau battu le 18 avril 2009 au 7e round par Malcolm Klassen puis par Fana le 1er septembre 2010 lors d'un nouveau championnat IBF des poids super-plumes.